# Scalable
Pour les articles homonymes, voir Scalability.
 (février 2015).
Si vous disposez d'ouvrages ou d'articles de référence ou si vous connaissez des sites web de qualité traitant du thème abordé ici, merci de compléter l'article en donnant les références utiles à sa vérifiabilité et en les liant à la section « Notes et références ».
Scalable Software LLC est un éditeur de logiciel américain.

## Acquisitions
Scalable a racheté WinInstall à Attachmate.

### Produits
WinInstall est un logiciel permettant de créer et de modifier un fichier au format *.msi afin d'automatiser l'installation d'un logiciel sur un poste Windows.